# Anania di Damasco
Anania (Damasco, I secolo a.C. – Eleuteropoli, I secolo) sarebbe stato un discepolo di Gesù, vescovo di Damasco, partecipe della conversione di Paolo di Tarso e martirizzato; per questo considerato santo.

## Agiografia

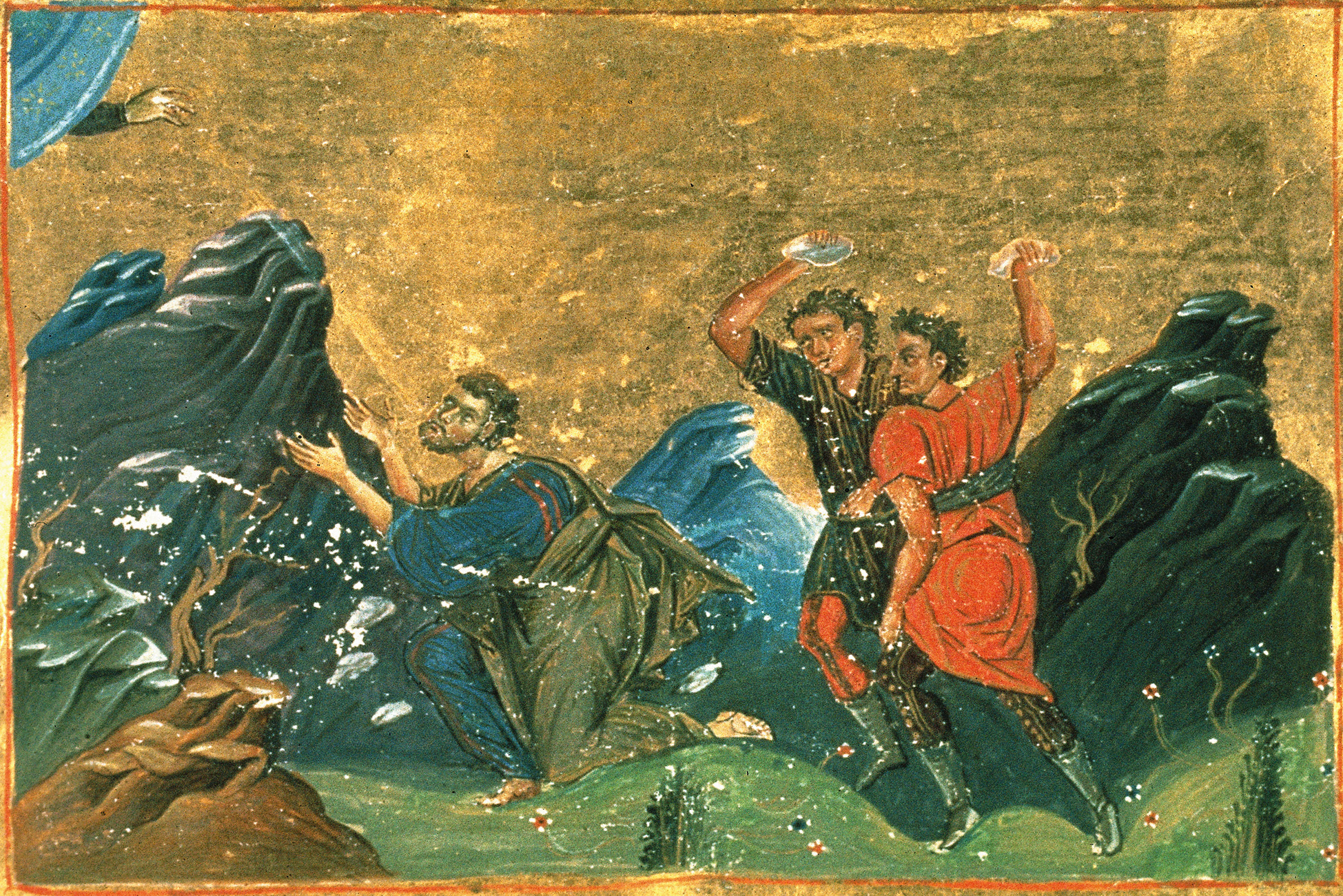
Il martirio di Anania in una miniatura del Menologio di Basilio II.

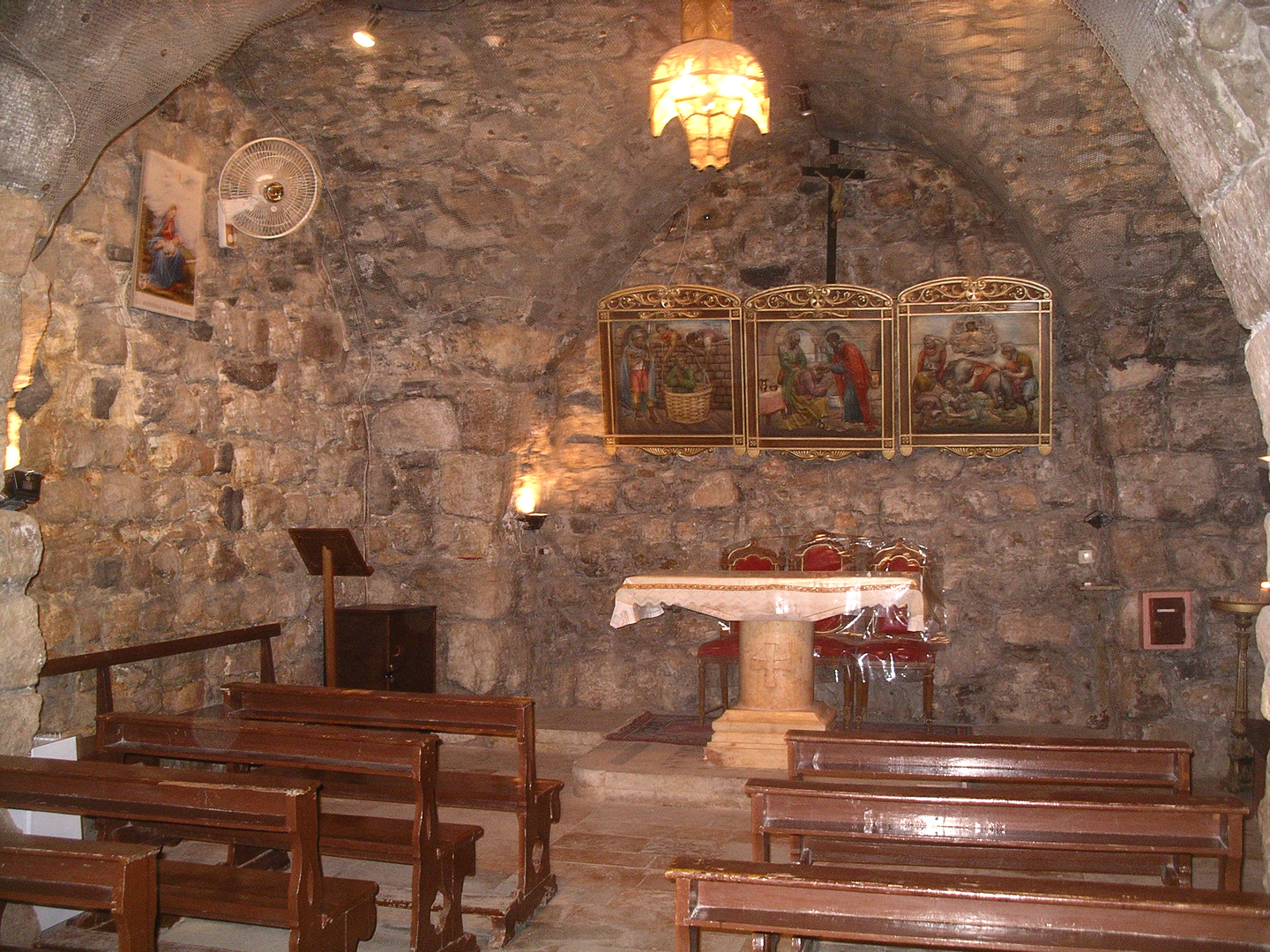
La cripta ricavata nella casa di Anania, a Damasco.

Tradizionalmente Anania è indicato tra i settanta discepoli che furono inviati a predicare nel mondo, la cui missione è ricordata da Luca 10.
Inoltre Anania fu il discepolo che fece recuperare la vista a Paolo di Tarso e poi lo battezzò:
- Atti Degli Apostoli[2], Capitolo 9, versetti 10-19:

10 C'era a Damasco un discepolo di nome Anania. Il Signore in una visione gli disse: "Anania!". Rispose: "Eccomi, Signore!". 

11 E il Signore a lui: "Su, va' nella strada chiamata Diritta e cerca nella casa di Giuda un tale che ha nome Saulo, di Tarso; ecco, sta pregando

12 e ha visto in visione un uomo, di nome Anania, venire a imporgli le mani perché recuperasse la vista". 

13 Rispose Anania: "Signore, riguardo a quest'uomo ho udito da molti quanto male ha fatto ai tuoi fedeli a Gerusalemme.

14 Inoltre, qui egli ha l'autorizzazione dei capi dei sacerdoti di arrestare tutti quelli che invocano il tuo nome".

15 Ma il Signore gli disse: "Va', perché egli è lo strumento che ho scelto per me, affinché porti il mio nome dinanzi alle nazioni, ai re e ai figli d'Israele;

16 e io gli mostrerò quanto dovrà soffrire per il mio nome".

17 Allora Anania andò, entrò nella casa, gli impose le mani e disse: "Saulo, fratello, mi ha mandato a te il Signore, quel Gesù che ti è apparso sulla strada che percorrevi, perché tu riacquisti la vista e sia colmato di Spirito Santo".

18 E subito gli caddero dagli occhi come delle squame e recuperò la vista. Si alzò e venne battezzato,

19 poi prese cibo e le forze gli ritornarono.
Secondo la tradizione Anania evangelizzò a Damasco dove fu anche vescovo e poi si trasferì a Eleutheropolis, dove nel corso del I secolo fu martirizzato.
Per Anania la circoncisione non era elemento essenziale per la conversione al giudaismo, in senso lato, sovvertendone  così uno dei principi fondamentali. 
Secondo lo scrittore inglese di origini ebraiche, Hyam Maccoby, studioso delle religioni giudaica e cristiana, Anania fu il padre del capo dei rabbini di Gerusalemme, al tempo della distruzione del Tempio, Joshua ben Hananiah.

## Intitolazioni
- Il monastero Mor Hanayo vicino a Mardin, fondato nel IV secolo ed uno dei più antichi monasteri della Chiesa ortodossa siriaca.[4]

## Culto
Le reliquie di sant'Anania sono attualmente conservate a Roma nella basilica di San Paolo fuori le mura, tranne la testa, donata dal re di Boemia, Carlo IV, alla cattedrale di San Vito di Praga.